# Бајбарс
Бајбарс (арап. الملك الظاهر ركن الدين بيبرس البندقداري‎; Крим, 19. јул 1223 — Дамаск, 1. јул 1277), био је египатски султан из династије Бахри од 1260. године.
После учешћа у убиству двојице султана, војска га је издигла на престо. Вештом политиком и успешним ратовима проширио је поседе и утицај Египта, задржао Монголе на Еуфрату, сломио моћ јерменских краљева и крсташа и покорио Асасине, Бербере и Нубијце. Под Бајбарсом Египат је имао доминантан положај у исламском свету. Није бирао средства, али за своје успехе треба највише захвалити организационом таленту, брзини и смелости својих операција. Убраја се међу највеће владаоце муслиманског Египта. Његова слава живела је у народним легендама скупљеним у Бајбарсовом роману.